# 光華寮訴訟
光華寮訴訟（こうかりょうそしょう）とは、京都府京都市左京区に所在する、台湾人や中国人の留学生寮（学生寮）である「光華寮」の所有権の争いをめぐって日本の裁判所に提起された民事裁判である。日中間の外交問題に発展したことから、光華寮事件（こうかりょうじけん）、光華寮問題（こうかりょうもんだい）などとも呼ばれる。
提訴から最高裁判決が出るまで40年、上告から20年経過し、2018年現在でも訴訟が続行中である。日本の裁判所に係属する最も古い民事訴訟である。

## 概要
訴訟の舞台となった光華寮は、戦前の京都帝国大学が中国人留学生のために賃借した学生寮を、1950年ころ、中華民国駐日代表団（日華平和条約発効後は中華民国駐日大使館）が購入したものである。1965年ごろ、文化大革命をめぐって寮生間に対立が発生し、中華民国（台湾）当局が、寮の管理に問題が生じたとして、1967年9月6日、中国人留学生の寮生8名を被告として、立退き（土地・建物の明渡し）を求める訴えを京都地方裁判所に提起した。訴え提起時の訴状は、原告の表示を「中華民国」、原告の代表者を「中華民国駐日本国特命全権大使」と表示していた。
第1審途中の1972年9月29日、日中共同声明により、日本が中華民国（台湾）との国交を断絶し、中華人民共和国を「中国の唯一の合法政府」として承認したことから、国有財産の承継などの国際法上の争点が浮上した。
争点
1. 中華民国（台湾）は、日中共同声明による政府承認切り替え後も、日本の裁判所において当事者能力（訴訟を提起する資格）を有するか、あるいは、本件訴訟における当事者適格（本件訴訟において判決の名宛人となるにふさわしい地位）を有するのか
2. 光華寮の所有権は、政府承認切り替えによって影響を受けるのか（所有権は中華人民共和国政府に移転するのか、中華民国（台湾）政府に帰属したままか）

裁判は、第1審（台湾敗訴）→控訴審（原判決破棄差戻し、台湾勝訴）→差戻し後第1審（台湾勝訴）→差戻し後控訴審（台湾勝訴）→上告審と経過する。下級審の4つの判決は、いずれも第1の争点を肯定し（差戻し後控訴審判決は、当事者を「台湾」と表示）、第2の争点については第1審以外の3つの判決すべてが政府承認切り替えは所有権に影響を与えない、つまり中華民国政府に帰属したままであるという判断を示した。
最高裁判所は、上告審を長年塩漬け状態にしていたが、2007年に入って突如として審理を再開し、2007年3月27日、上告から20年ぶりに判決を出した。最高裁は、本件訴訟の原告は「中国国家」であるとの判断を示した上で、日中共同声明によって原告当事者が中華人民共和国に移った時点で訴訟手続は中断し、訴訟承継の手続をすべきだったという理由から、35年前に立ち戻って訴訟承継させ、第1審から審理をやり直すよう命じる判決をする（原判決を破棄し、第1審判決を取り消して、第1審の京都地裁に差し戻した）。この判決の中では、光華寮の所有権の帰属については言及されていない。この最高裁判決が出るまでに、最高裁で光華寮訴訟に関与した裁判長は4人いる。
2023年9月時点においても京都地裁で係争中であるが、審理は開かれていない。最大の理由は、中国が訴訟資料の受け取りを拒んでいることとされる。中国は2010年に京都地裁の要請に対し「中国の主権と安全を侵害するため」と回答している。地裁は公示送達を検討したが、台湾は「日本の司法が中国を服せしめる強権を発動したと受け止められ政治問題化する」と反対し、実現していない。

## 光華寮の現況

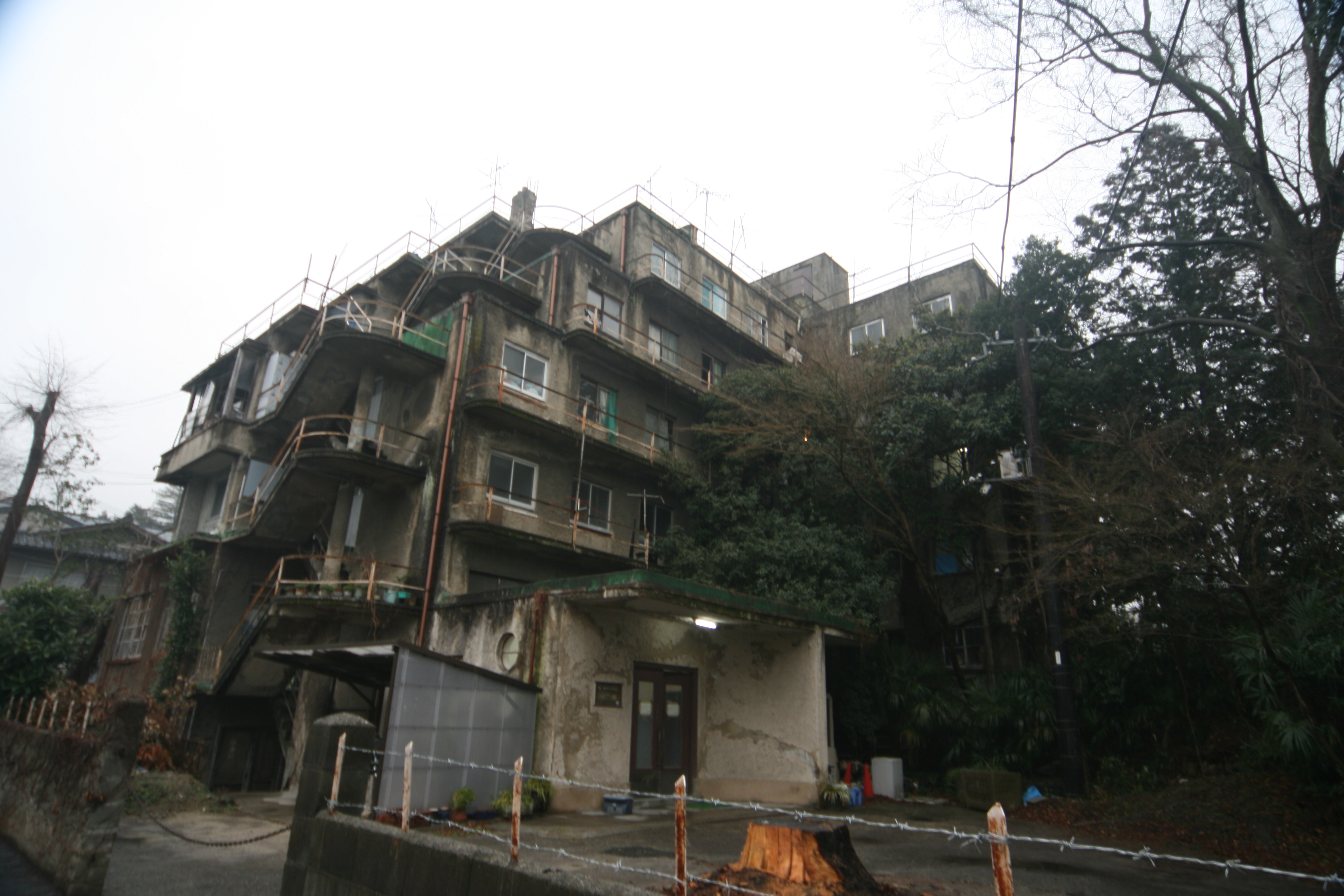
光華寮

所在地は京都府京都市左京区北白川西町で、鉄筋コンクリート構造、地上5階地下1階、1階面積約130坪（約430平方メートル）、延べ床面積約640坪（約2,100平方メートル）。約100室の居室に、留学生・元留学生あわせて十数人が生活していた。
老朽化が進む中で無人となっており、近隣住民からの崩落などを心配する声を受けて、2018年1月には京都市が立ち入り調査をしている。調査の結果、コンクリートがはがれ、鉄筋がむきだしの箇所も確認されている。裁判で所有者は確定していないが、中国政府を支持する「京都華僑総会」（左京区）が実質的に管理している。管理が行き届かない空き家に対して行政が建築基準法により行政代執行した例があるも、京都市は外交問題のため慎重な姿勢を示していた。
2023年6月、実質的に施設を管理する京都華僑協会により建物が取り壊された。協会は以前から撤去の意向を固め在大阪中国総領事館に打診していたが、総領事館に判断を先送りされ続けたため、工事を断行した。ただし、協会は「危険物を除去しただけで解体ではない」と主張している。これに対し中華民国（台湾）外交部は、協会が建物を取り壊したことを非難し、京都市が台湾側に取り壊しを通知しなかったことに対し遺憾の意を表明した。

## 経過
- 1931年（昭和6年）：民間の業者が「洛東アパート」として建設、学生向けのアパートとして運営。設計は、土浦稲城。数少ない、現存する戦前期のモダニズム建築の例として、文化財的価値も高い。
- 1944年（昭和19年）12月：日本政府は、日本国内各地の大学にいる留学生について、「留学生教育非常措置」により京都帝国大学に集めて、「集合教育」を実施することとなる。
- 1945年（昭和20年）4月：京都帝国大学は、集合教育のうち中華民国からの留学生について、全寮制を採用。このため、洛東アパートを借り上げて「光華寮」とし、開寮式を行なう。「光華寮」の命名は、当時の羽田亨総長によるもの。80 - 100人程度の留学生が生活。
- 1945年（昭和20年）：日本の敗戦により、留学生の集合教育は廃止され、京都大学は光華寮の管理を終了。日本政府からの賃借料（家賃）の支払いが途絶える。光華寮の所有者は、賃貸借契約の継続に同意しない姿勢を明らかにする。光華寮は寮生で組織する幹事会の自主管理となり、事態に窮した中国人留学生は中華民国駐日代表団に援助を求める。
- 1949年（昭和24年）10月1日：中国大陸において、中華人民共和国が成立。
- 1950年（昭和25年）：中華民国政府が光華寮の所有者との間で、光華寮の購入に向けた交渉を始める。
- 1952年（昭和27年）8月5日：日華平和条約が発効。
- 1952年（昭和27年）12月：中華民国政府が光華寮を買収（ただし、所有者の名義を「中華民国」とする所有権移転登記手続は1961年にようやく完了した）。
- 1966年（昭和41年）：中華人民共和国で文化大革命が始まる。寮生のなかで、文革を支持する者としない者の間で対立が発生する。
- 1967年（昭和42年）9月：中華民国政府が、寮を占有する中国人留学生に対し立ち退きを求めて提訴（京都地裁）。訴状には、原告「中華民国」、原告代表者「中華民国駐日本国特命全権大使」と表示。
- 1972年（昭和47年）9月29日：日中共同声明に調印、日中国交正常化。これにより、日本は、中華民国との国交を断絶し、中華人民共和国を「中国の唯一の合法政府」として承認した。同声明第3項で、日本政府は、「台湾が中華人民共和国の領土の不可分の一部である」との「中華人民共和国の立場」を「理解し、尊重」する、と記された[5]。
  - 日中共同声明による政府承認の切り替え後、原告は原告代表者の表示を「中華民国財政部国有財産局長」に変更。
- 1977年（昭和52年）9月16日：第１審（京都地裁）は、台湾敗訴。
  - 判決は、中華民国が台湾とその周辺諸島を支配する事実上の国家形態であることは否定できないとして、原告の当事者能力を肯定したが、日本政府が中華人民共和国政府を唯一の合法政府と承認した以上、「中国」の公有財産である光華寮の所有権も中華人民共和国に移転するとして、原告（中華民国）の請求を棄却した。
- 1978年（昭和53年）8月12日：日中平和友好条約に調印。
- 1982年（昭和57年）4月14日：控訴審（大阪高裁）[6]は、台湾勝訴。
  - 判決は、政府承認の有無と当事者能力とは別の問題であるとして、原告の当事者能力を肯定したうえで、中華民国から中華人民共和国への承継は「不完全承継」にあたり、しかも光華寮は国家機能に直接かかわる財産ではないから、政府承認の切り替えによって中華民国が取得した光華寮の所有権が消滅することはないとして、原判決を破棄、第１審に差し戻した。
- 1986年（昭和61年）2月4日：差戻し後第１審（京都地裁）[7]は、台湾勝訴。
  - 判決は、原告の当事者適格を認めたうえで、新政府が成立した後もなお旧政府が領土の一部を実効支配しており、財産所在国が政府承認を切り替えた場合、旧政府が所有する外交にかかわる財産や国家の権力を行使するための財産は新政府に引き継がれるが、外交や国家権力の行使と無関係な財産については、旧政府が引き続き所有権を維持するとして、原告（中華民国）の請求を認容した。
- 1987年（昭和62年）2月26日：差戻し後控訴審（大阪高裁）[8]は、台湾勝訴。
  - 判決は、原告の当事者適格を認めたうえで、おおむね原判決を踏襲し、光華寮は新政府に引き継がれるべき性質をもたない財産であるとして、控訴棄却。なお、大阪高裁は、この判決を出すにあたり、職権で、原告の表記を「台湾（本訴提起時 中華民国）」と改めた。
  - この頃、柳谷謙介外務事務次官が、鄧小平・中央軍事委員会主席について「雲の上の人」と評したことで辞任。
  - 中国人寮生側は上告し、上告代理人は200頁以上に上る上告趣意書を最高裁に提出。その後、約20年間審理がストップした。
- 2007年（平成19年）1月22日：最高裁判所は突如として「訴訟の原告である中国を代表する権限を持つ政府は、中華人民共和国と中華民国のどちらであるか」について上告人（被告・中国人寮生側）と被上告人（原告・中華民国側）の双方に意見を求め、意見書の提出期限を同年3月9日と定めた。これに対し、被上告人（台湾側）が期間が短すぎるとして期限の延長を要請したが、最高裁は拒否。結局、双方とも期限までに意見書を提出した。
  - 寮生側の回答 - 「台湾は大陸をも含む中国の代表として提訴したものの、日中共同声明によって、日本が承認する中国の政府は中華民国政府から中華人民共和国政府になったので、中国を代表する地位を失った台湾は訴訟の当事者となることはできない」
  - 中華民国（台湾）側の回答 - 「本件は、1952年に中華民国政府が日本において取得した不動産「光華寮」の事件である。当時、中華民国政府がすでに台湾を実効的に支配し、その事実は現在も全く変更がない。その不動産に関する訴訟追行権者が中華民国政府であることは当然であり、代表者（中華民国国有財産局局長）についても疑問の余地はない」「日本国政府は1972年に中華人民共和国政府と外交関係を樹立したが、それだからといって、台湾における中華民国の存在を否定できないし、中華人民共和国政府はいまだかつて台湾を支配した事実もなく、中華民国が取得した財産が中華人民共和国の所有となり、同国が訴訟追行権者となることは法理上あり得ないことである」
  - 2007年（平成19年）1月25日：中華人民共和国の外務省報道官が定例会見で「光華寮問題は一般の民事訴訟ではなく、中国政府の合法的権益と、中日関係の基本原則に関わる政治案件だ。中国政府はこれに高度な関心を寄せている。日本側が、中日共同声明の原則に照らし、問題を適切に処理することを希望する。」との見解を発表[9]。
  - 2007年（平成19年）3月9日：中華民国（台湾）外交部が、「本案は中国方面から日本へ恫喝や圧力があったとしても、日本の司法は独立しており、日本の最高裁判所が最終的に公平で公正な判決を下すことを深く信じている」との声明を発表[10]。
- 2007年（平成19年）3月27日：上告審判決（最高裁第三小法廷、藤田宙靖裁判長）[11]は、台湾の事実上の敗訴。
  - 判決は、本件訴訟の原告は「国家としての中国（中国国家）」であるとした上で、日本政府が日中共同声明により「中国国家」の政府として中華人民共和国政府を承認したことなどから、中華民国はもはや本件訴訟の原告当事者ではなく、中華民国駐日本国特命全権大使は「中国国家」の代表権を失っていると指摘。政府承認切り替え時点（第１審審理中）で訴訟手続は中断しており、その後の下級審の審理・判決は中断事由を看過してなされたものであるとして、（中華人民共和国に）訴訟承継させてから審理をやり直すべきであるとして、原判決（差戻し後控訴審判決）を破棄、第１審（京都地裁）に差し戻した。光華寮の所有権の帰属については、何ら判断を示さなかった。なお、最高裁は、本判決を出すにあたって、職権で、被上告人の表示につき「旧中華民国　現中華人民共和国」という肩書きを添えて「被上告人　中国」と記載した。
  - この最高裁判決は「台湾の事実上の敗訴」として大きく報道されたため、一般には、最高裁が中華民国（台湾）の訴訟当事者としての資格を否定したものと受け止められているようである。しかし、実際には、訴訟当事者としての資格が否定されたのは、あくまで1967年に提起された本件訴訟に限ってのことであり、中華民国（台湾）が日本の裁判所において訴訟当事者となることが一切許されないという趣旨の判例ではない（つまり、民事訴訟法上の当事者適格が否定されたのであって当事者能力までもが否定されたわけではない）、というのが法学者の一般的理解である。
  - 本判決に対する判例評釈
    - 和田吉弘・法学セミナー633号117頁
    - 横溝大・判例時報1987号194頁
    - 小原将照・法学研究（慶應義塾大学法学研究会）81巻1号118頁
    - 安藤仁介・民商法雑誌137巻6号550頁
    - 安達栄司・法の支配2008年1月号74頁
    - 齋藤洋・東洋法学・50巻1・2号(2007年3月)185頁
    - 岡田幸宏・TKCローライブラリー速報判例解説(民事訴訟法No.9)2007.12.28
    - 村上正子・平成19年度重要判例解説（ジュリスト増刊1354号）138頁
    - 植木俊哉・平成19年度重要判例解説（ジュリスト増刊1354号）306頁
    - 小田滋「光華寮訴訟顛末記--平成 19.3.27 の最高裁 第 3 小法廷判決について」国際法外交雑誌 107 巻 3 号397 頁〔2008 年 11 月〕
- 小田滋（元国際司法裁判所判事、日本学士院会員、東北大名誉教授）は朝日新聞で「国際法の本質にもふれるこれほど重要な問題で最高裁が上告以来20年も放置してきたこの事件を、大法廷で審議することもなく、小法廷が 一人の少数意見もなく、全員一致の判決を出したということは驚くべきことでした。しかも中国首相の訪日にあわせるかのように充分な審理もつくさずに判決を出したことに、私は最高裁の節操を疑いました」と批判した。[12]
- 2007年（平成19年）4月2日：中華民国（台湾）の黄志芳外交部長は、日本の対台湾窓口機関、財団法人交流協会台北事務所の池田維代表を呼び、最高裁判決について「台湾としてまったく受け入れられず、極めて遺憾だ」と抗議した。
- 2007年（平成19年）4月3日：被上告人（原告・台湾）代理人弁護団（小田滋・畑口紘・庭山正一郎・金子憲康）[注釈 1]が都内で記者会見を開き、「国際法上の知識及び歴史上の事実認識への理解を全く欠如した内容に、驚きを禁じえない」などとする反論声明を発表した[13]。元国際司法裁判所裁判官の小田滋弁護士は、「きわめて残念であり、司法のためにも誠に遺憾である」と表明、意見書提出期限の延期を最高裁に拒否されたことに関連して「（上告から）20年近く放置された事件について、なぜこのように急ぐのか」「何らかの政治的配慮があったのではないかと、邪推もしたくなる」と痛烈に批判した[注釈 2]。
  - 台湾（中華民国）代理人弁護団の反論声明[14]の要旨

1. 「中国」は一つの「文明圏」であることは疑いないが、「国家」としては清国、中華民国、中華人民共和国しか存在せず、「中国」という国家は未だかつて存在したことがない。中華民国や中華人民共和国が中国を統治下においていると主張している事実は、「中国」という国家が存在することの根拠とならない。
2. 日本政府も、日華平和条約について適用範囲を事実上、台湾及び周辺諸島としていたし、日中共同声明では中華人民共和国の主張を尊重するにとどめたのであって、中国という国家が現実に存在するとの認識を示していない。
3. 最高裁判決のいう「中国国家」は、いかなる範囲の領土、住民を指しているのか全く理解できない。この判決は、国際法上の国家概念（領土・住民・政府）についても反する「国家としての中国（中国国家）」なる虚像を創出した誤りを犯している。
4. 本判決は、提訴後40年、上告から20年も経過したにもかかわらず、本件不動産の所有権の帰属について何ら具体的な判断を示さないままに形式的な処理をするにとどまり、事案の真の解決に何ら益するところがないものであって、司法の最高機関がその本来の役割を果たしたとは到底いえず、遺憾の極みである。